# Neutralité du genre
Ne doit pas être confondu avec Non-binarité ou Troisième genre.

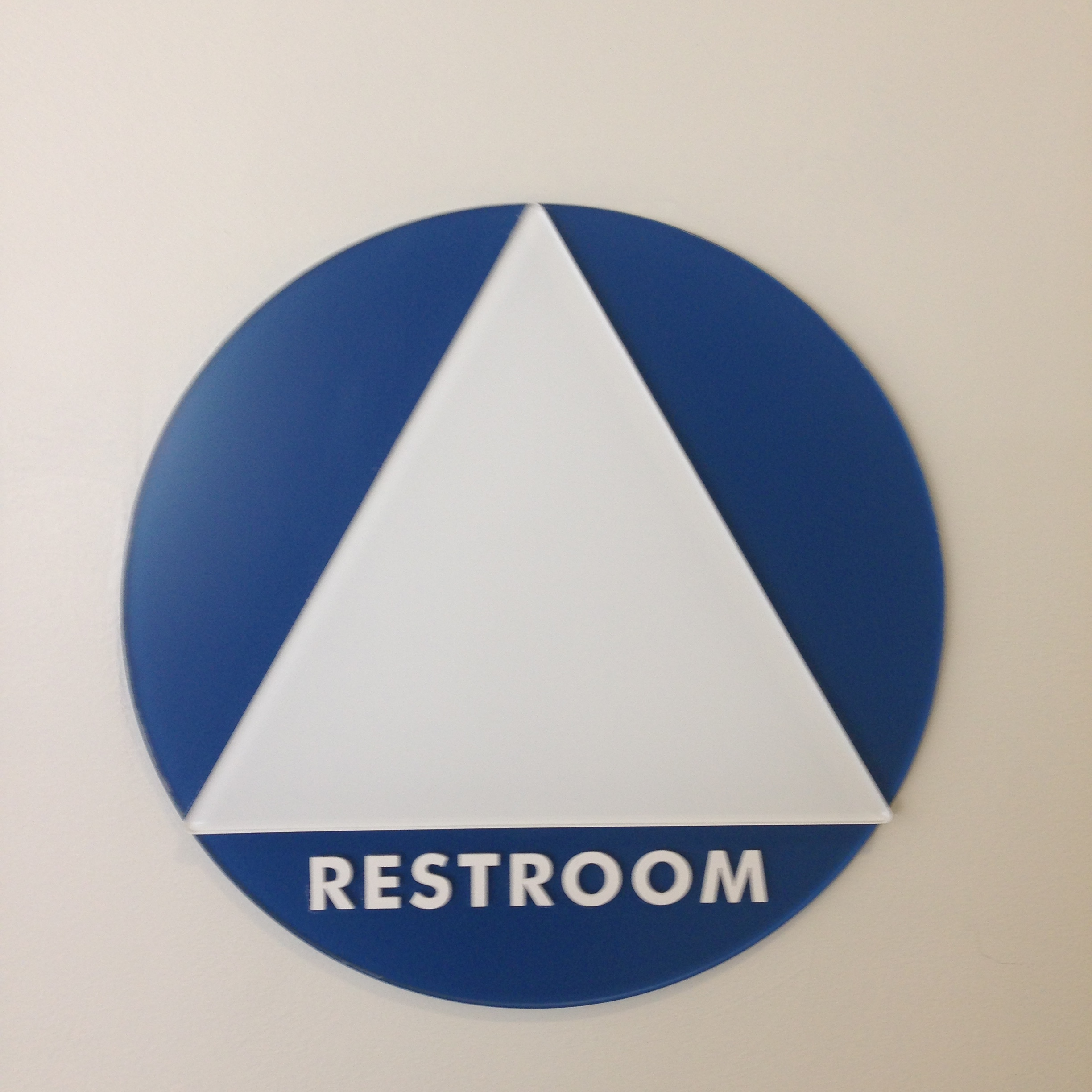
Panneau signalant des toilettes non genrées aux États-Unis en 2016.

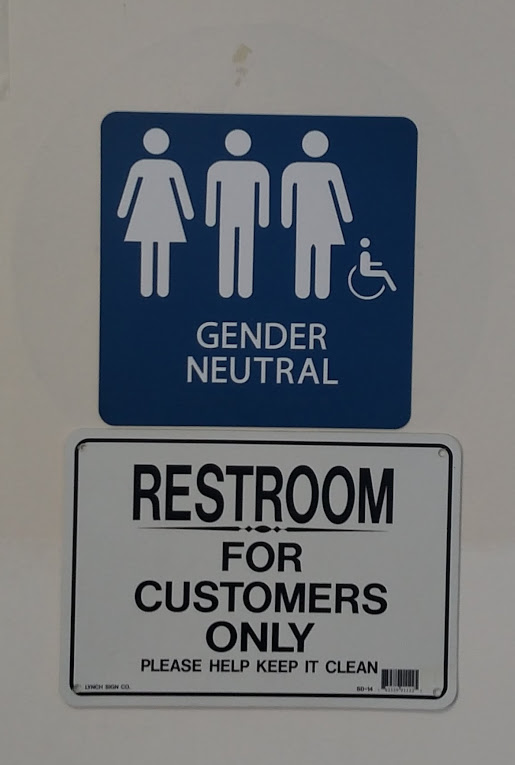
Panneau signalant des toilettes non genrées aux États-Unis en 2017.

La neutralité du genre ou neutralité de genre est une idée selon laquelle les politiques, le langage et d'autres institutions sociales devraient éviter de distinguer les rôles selon le sexe ou l'identité de genre d'un individu. 

## En politique
Les partisans de la neutralité du genre soutiennent généralement les politiques publiques visant à éliminer les distinctions entre les genres (par exemple, l'égalité sans distinction des genres dans les toilettes publiques) ou les sexualités (par exemple, en favorisant le mariage pour tous qui se base sur le principe que la société ne devrait pas fonder le rôle d'époux ou d'épouse sur le sexe).
Dans La Fabrique du féminisme, Geneviève Fraisse écrit que « l'asexuation » du langage risque d'occulter des oppressions spécifiques, notamment concernant la répartition sexuée du travail, la définition de la  « famille monoparentale » (80% de mères célibataires) ou de celle des « employés de service » (98% de femmes).

## Imprécisions dans les définitions du sexe et du genre

Drapeau Genderqueer créé en 2011 par Marilyn Roxie

La définition juridique du genre est un sujet controversé, en particulier pour les personnes transgenres[réf. nécessaire] dont le changement d'état civil est conditionné, en France jusqu'en 2016, à la stérilisation,,. Essayer de définir biologiquement le sexe en même temps que juridiquement le genre est complexe. Les corps sexués -femelle, intersexe ou mâle, ou ayant transitionné chirurgicalement- ne régentent pas les identités -troisième genre, transgenres, non-binaire, agenre, genderqueer (liste non exhaustive).

## Ignorance du genre

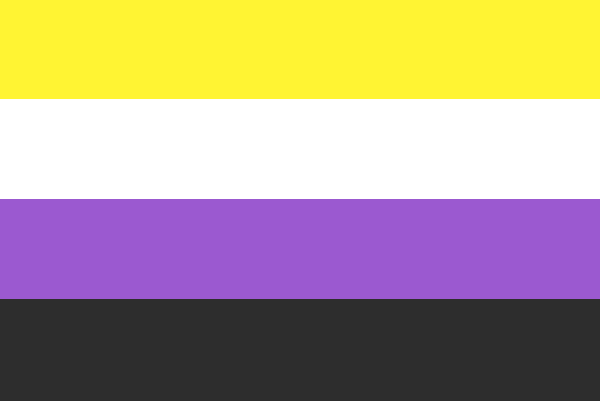
Drapeau non-binaire créé par Kye Rowan en 2014

Les personnes qui se disent ignorantes du genre adoptent le point de vue de la neutralité vis-à-vis du sexe et du genre dans la vie quotidienne[réf. nécessaire].
C'est à distinguer de l'apparente neutralité de la langue française,,, à genre grammaticalement binaire qui institue le masculin comme neutre, général et universel,,,.
Pour ses soutiens, le but affiché est d'éviter de nombreuses discriminations fondées sur l'idée qu'il existerait des rôles plus ou moins appropriés selon le sexe et l'identité de genre[réf. nécessaire]. 
Pour ses opposants, cette cécité au genre fait référence à une volonté ou à une incapacité à prendre en compte l'importance de la socialisation, des rôles, des besoins, des opportunités et des interactions entre les sexes. Cette cécité peut se baser sur l'hypothèse que les hommes et les femmes réagissent de la même manière ou sont affectés de la même manière par un phénomène donné, ou sur un sexisme naturaliste ou sur un déni des inégalités et discriminations ou encore sur un sexisme culturel, comme l'a théorisé Eduardo Bonilla-Silva (en), qui a étendu au genre la catégorisation qu'il avait affectée au racisme aveugle à la couleur de peau.

## Langage non sexiste

### Le langage épicène
Le langage épicène est une préconisation linguistique qui vise à rendre le langage neutre du point du vue du sexe ou du genre social et à éliminer (ou stopper) autant que possible la binarité masculin / féminin. Cela implique de promouvoir les formes épicènes plutôt que les formes spécifiques à un genre, et peut ne pas converger avec certaines recommandations de féminisation des noms de métiers. Par exemple, le nom masculin serveur et son équivalent féminin serveuse peuvent être remplacés par une formule générique tel que personnel de service.
Geneviève Fraisse considère que cela peut masquer des inégalités dans la répartition sexuée du travail, notamment pour les tâches de soin et de service à la personne qui sont effectués majoritairement par des femmes,,.
Le langage épicène ne doit pas être confondu avec une langue sans genre, c'est-à-dire sans genre grammatical,.

### Le langage inclusif
L’inclusif tente de représenter tous les genres ou groupes composés de personnes de différents genres.
C'est une pratique langagière observée dans certains milieux militants ou universitaires, qui se manifeste surtout par la combinaison des flexions masculines et féminines :
- L'emploi de néologismes mélangeant les deux terminologies, par exemple : chercheureuse[18].
- Diverses néologismes pour les pronoms et adjectifs : iel[19], ielle, yel, al[20],  ellui ; maon, taon, saon[21] ; touste, touxe, toustes.
- L'insertion entre le masculin et le féminin d'un tiret, d'un point (.), d'un point médian (•), d'une apostrophe.
- Le marquage du -e- féminin par une majuscule -E- ; exemple : participantEs[17].

La lexie écriture/langage non sexiste peut être préférée à l'utilisation du langage inclusif ou écriture inclusive. En effet, dans les luttes sociales, la notion d'inclusivité est maintenant, quoique rarement, critiquée car pouvant établir une hiérarchie[réf. nécessaire].

### Le genre neutre
Le neutre grammatical ne fait référence à aucun genre ; il est pensé pour désigner exclusivement les personnes non-binaires. Selon le site militant divergenres.org, de multiples pronoms et flexions sont utilisés, surtout dans les milieux militants, telle les flexions s ou m, le morphème æ (en espagnol, @) pour des personnes trans, et les différents pronoms, they singulier en anglais, ille, ul, ol ou al en français. Ce dernier est celui qu'Alpheratz reprend, dans sa Grammaire du français inclusif, pour proposer, avec des flexions (an, ain, aine, x, z), un troisième genre grammatical en langue française : le genre neutre.

## Dans l'éducation
Certaines écoles promeuvent la neutralité de genre en classe. Les enseignants peuvent être invités à s'adresser aux étudiants sans utiliser des pronoms de genre, à privilégier leurs prénoms ou des pronoms neutres. D'autres tentatives visant à encourager la neutralité entre les sexes dans les écoles existent, par exemple :
- ne pas faire de distinction de genre en matière de jeux et jouets ;
- ne pas réserver à un genre certaines pratiques sportives[23] ;
- permettre aux personnes de genre neutre et aux transgenres, ainsi qu'aux couples de même sexe, de participer au bal de promo ;
- rendre l'accès aux toilettes sans distinction de genre[24].

En 2005, l'Université de Californie Riverside est devenue le premier campus universitaire public aux États-Unis à offrir une option de logement de genre neutre. Un article du Washington Post de février 2014 a noté que près de 150 écoles américaines ont maintenant des programmes de logement neutres.

### Le rôle parental
L'éducation non-sexiste n'induit pas un genre pré-sélectionné pour un enfant. Cette idée est souvent confondue avec l'androgynie. Cette éducation fait en sorte que diverses représentations du genre soient accessibles aux enfants afin que des stéréotypes de genre ne viennent pas limiter leur développement. Les enfants peuvent ainsi acquérir leur propre forme d'expression sans avoir d'exemples radicalement masculin ou féminin. Ils seront également exposés aux rôles de genre et seront capables de penser de façon critique à leur sujet dès le plus jeune âge. L'éducation non-sexiste implique la rupture avec la binarité de genre.

### Dans la littérature pour enfants
La neutralité de genre dans la littérature pour enfants fait référence à l'idée que les éditeurs, les écrivains et les illustrateurs doivent éviter un marketing auprès des enfants qui serait basé sur leur sexe ou leur genre. Ils devraient plutôt se concentrer sur le contenu plutôt que de renforcer les rôles sociaux et de genre. Les rôles de genre et les stéréotypes imprègnent nos cultures. Ils sont établis par différents moyens tels que la culture visuelle et à cause des interactions quotidiennes avec la famille et les proches.
En ce qui concerne le marketing auprès des enfants, la neutralité du genre est un mouvement croissant parmi les parents, les enfants et les éditeurs. Bien qu'il existe de nombreuses maisons d'édition publiant des ouvrages reproduisant les  stéréotypes de genre[réf. nécessaire], les livres que les enfants utilisent ont des effets à la fois psychologiques et sociaux à un âge où les enfants sont modelés par de nouvelles connaissances et par les informations qui les entourent. Des campagnes nationales tels que Let Toys Be Toys (en), Let Books Be Books (en) et Pinkstinks (en) ont fait la promotion de la neutralité du genre au sein de la littérature et des jouets pour enfants[réf. nécessaire].
Le sujet de la neutralité entre les genres a été abordé, en rapport avec d'autres aspects de la société, par la philosophe Judith Butler dans Undoing Gender (en) et Trouble dans le genre , et David Reimer.

#### Représentations de genre dans les livres illustrés
Avec l'accent mis sur la littérature pour les enfants, en particulier le genre du livre illustré, des groupes de parents et de féministes se sont impliqués dans le marketing spécifique au genre et sur les limitations qu'il impose aux enfants[source insuffisante]. Les chercheurs étudiant la littérature pour enfants, tels que Martin Salisbury, ont relevé l'importance du livre illustré dans le début du développement de l'enfant, le considérant comme la première expérience de littérature pour la plupart d'entre eux ; ces ouvrages prenant la forme d'un récit combinant à la fois le mot et l'image. Sheila Egoff avance dans Thursday's Child : Trends and Patterns in Contemporary Children's Literature que « ... le livre illustré d'images, qui semble être le plus intuitif et le plus doux des genres, produit effectivement les plus grandes tensions sociales et esthétiques dans tout le domaine de la littérature pour enfants ». 
Des études, menées en partenariat par les éditeurs et les parents, ont montré que les enfants commencent à former leur sens de l'identité sexuelle à l'âge de 2-3 ans et à commencer le « typage de genre » à 3-4 ans. Dans une étude concernant la Perception du Genre chez les adultes, le Dr Kyle Pruett (en) a dit : « Un moment décisif est venu dans la recherche de différences entre les sexes quand un groupe de bébés de sexe masculin a été vêtus de rose, puis remis à des adultes qui ont dit qu'ils étaient des filles. Les adultes ont répondu avec les styles de manipulation du langage et des styles tels que les stéréotypes classiques de la femme : « adorable, câlin, doux, mignon, etc. ». Les bébés de sexe féminin vêtus en bleu ont été appelés « cogneur, dur, fort, têtu, etc. ». Voici comment nous parvenons à renforcer les comportements stéréotypiques ». Le concept d'un enfant apte à développer sa propre perception des genres pendant ses années de formation a été discuté entre plusieurs théoriciens de la culture et dans la critique de la littérature d'enfance (en). Dans Les Plaisirs de la littérature pour enfants, Shulamith Shahar déclare que « l'éducation des enfants, des pratiques et des méthodes pédagogiques ainsi que la relation parent-enfant sont déterminés non seulement par des lois biologiques, mais sont également construit culturellement ».
Des penseurs, tels que Judith Butler et Jacques Lacan ont contribué à cette notion de la formation de la subjectivité et le sens de soi-même d'un individu. Le concept lacanien du stade du miroir a contribué à la compréhension moderne de la subjectivité[réf. nécessaire] et a depuis été appliqué à l'étude de la littérature des enfants et de leur développement psychologique. Le stade du miroir se réfère au processus dans lequel un enfant se reconnaît dans le miroir pour la première fois et dans « la transformation qui a lieu dans le sujet quand il assume une image ... ». 
La définition de Judith Butler de la performativité du genre amène également des corrélations avec la littérature pour enfants et les spécificités des genres. Elle analyse les façons dont les personnages incarnent leur genre. Cela a été repris dans la critique de la littérature d'enfance. Butler défini la performativité de genre en déclarant : « la production qui se passe réellement à travers un certain type de répétition et la récitation ». Elle précise également que « la performativité est le mode discursif par lequel les effets ontologiques sont installés ». Lacan et Butler ont tous les deux considéré la répétition comme étant un facteur sous-jacent dans la formation de l'identité ; l'enfant relisant ses livres plusieurs fois.

#### Études en représentation de genre dans la littérature pour enfants
Les discriminations entre les sexes et genres, persistent dans la littérature pour enfants du fait du manque de représentations diverses et des stéréotypes associés. Dans l'édition 2011 de Gender & Society (en), l'étude Les genres au Vingtième siècle dans les livres pour enfants a découvert de grandes disparités. Grâce à la lecture de près de plus de 6 000 livres pour enfants publiés entre 1900 et 2000, l'étude, dirigée par Janice McCabe, professeur de sociologie à l'Université de Floride, a constaté que, dans les livres pour enfants publiés chaque année, les hommes sont les personnages principaux dans 57 % des cas, contre seulement 31 % ayant des personnages principaux féminins. Selon la même étude, les animaux mâles sont les personnages centraux dans 23 % des cas, contre 7,5 % d'animaux femelles,. Il devient donc difficile pour un enfant de s'identifier dans le genre binaire et les rôles de genre.
Dans une étude datant de 1971, sur cinquante-huit livres, vingt-cinq montraient une image de femme. Quatre avaient une représentation de femme (ou d'animal femelle) portant un tablier. Un certain nombre de parents ressortent leurs livres favoris d'enfance et les lisent à leurs enfants. Bien que l'adulte peut reconnaître que les stéréotypes peuvent être dépassés, les enfants peuvent manquer de jugement critique en lisant ces histoires. Les représentations de genres dans les livres pour enfant sont très différentes. Les personnages féminins sont plus susceptibles d'assumer des rôles passifs et de soutien alors que les personnages masculins jouent un rôle autonome, fort et actif. Cette représentation considérée comme discriminante persiste dans de nombreux livres pour enfants et fait courir à ces derniers le risque de les amener vers une image partiale qui ne correspond plus aux valeurs modernes actuelles.
Les disparités entre les sexes existent aussi parmi ceux qui créent des livres pour enfants. Dans l'édition de 2013 de Vida: Women in Literary, les auteurs et illustrateurs masculins étaient considérablement plus nombreux que les femmes (64 pour 21).

#### La neutralité du genre dans la littérature pour enfants (dans les médias)
En mars 2014, l'organisation britannique, Let Toys Be Toys, a inclus une nouvelle catégorie de livre pour enfants, Let Books Be Books. Cette ouverture s'adressait spécifiquement au genre binaire dans des livres tels que The Beautiful Girls' Colouring Book  et The Brilliant Boys Colouring Book. Comme l'a déclaré Katy Guest dans un article pour The Independent après le lancement de cette nouvelle catégorie : « Ce que nous faisons par la compartimentation des enfants est mal les laisse tomber. Et des livres, au-dessus de toutes choses, devraient être disponibles à tout enfant qui est intéressé à eux ». L'organisation Let Toys Be Toys déclare : « Tout comme les jouets d'étiquetage pour les filles ou pour les garçons, ces livres envoient des messages très restrictifs aux enfants sur ce genre de choses, qui sont soit appropriées pour les filles, soit pour les garçons. ». L'organisation a rapidement pris de l'ampleur. Il a obtenu plus de 3 000 signatures pour la pétition lancée par les éditeurs Parragon (en) et Usborne consistant à faire cesser la publication de livres pour un genre spécifique. En novembre 2014, les éditeurs de Peter et Jane Books, Ladybird Books ont accepté de publier des titres non-sexistes indiquant : « A Ladybird, nous ne voulons certainement pas être vu pour limiter les enfants en aucune façon. ». D'autres maisons d'édition, dont Dorling Kindersley et Paperchase (en) ont accepté de ne plus publier des titres spécifiques de genre à la suite de l'influence de Let Books Be Books.

#### Controverse
Malgré le soutien du public[réf. nécessaire] pour Let Books Be Books, les éditeurs comme Igloo Books et Buster Books maintiennent la vente de livres pour des genres d'enfants spécifiques. Dans une interview de mars 2014, l'éditeur Michael O'Mara a déclaré : « La preuve est dans le pudding. Nos deux meilleurs livres pour enfants sont toujours The Boys' Book et The Girls' Book. Les garçons apprennent des choses comme la façon de faire un arc et des flèches et comment pratiquer certains sports, alors que les filles apprennent le style et la manière pour avoir l'air cool. 2 000 personnes ont signé cette pétition [le premier jour], mais nous avons vendu 500 000 exemplaires du livre destiné aux filles. Ces statistiques me disent que je vais dans la bonne direction ». Dans une lettre en réponse à cette interview, Let Books Be Books a exprimé les préoccupations suivantes à Michael O'Mara : « Nous avons été contactés par de nombreux parents et des enseignants qui ont de graves préoccupations au sujet de plusieurs des titres actuellement sur votre site Web et commercialisés dans les magasins à travers le Royaume-Uni. Ils croient, comme nous le faisons, que l'étiquetage des livres par sexe rétrécit le choix et l'imagination des enfants en ce qu'ils « devraient » être en train de lire « le dire », au lieu de les laisser choisir les livres qui les intéressent. »[source insuffisante].

## En marketing
Il existe de multiples façons de segmenter un marché en marketing. Une entreprise peut adopter un ciblage démographique spécifique comme le sexe.
Son implication en marketing est aujourd'hui étudiée et remise en question. En effet, le marketing genré aurait tendance à renforcer des clichés et des stéréotypes de genre et ainsi exacerber des discriminations. 
Les travaux de Frédérique Giraud révèlent[réf. nécessaire] l’impact de l’identité sexuée au sein du marketing qui émerge dès la fin du XIXe siècle à la suite de la création d’entreprises spécialisées dans les publicités. Selon les auteurs de l’essai Contre les publicités sexistes, afin d’optimiser l’offre de vente, dès l’entre-deux-guerres l’esprit de la société est méticuleusement étudié tant à travers son comportement qu’à travers l’analyse de son aspect . L’idée d’atteindre un idéal masculin et féminin s’instaure au fil du temps au sein des méthodes de vente des industries spécialisées dans la satisfaction des besoins d’une population consommatrice, dont l’esprit est façonné à travers l’usage de stéréotypes de genres. Ainsi, dès l’émergence de la diffusion visuelle de la publicité en 1850, le marketing attribue des traits de caractères spécifiques au sexe masculin et au sexe féminin, qui ont servi à justifier la hiérarchie des sexes . Tout comme le démontrent les travaux de Vidal[réf. nécessaire], dès le XIXe siècle, le déterminisme biologique théorise la hiérarchie entre les sexes à partir des données scientifiques de la neurobiologie et de la génétique des sexes. Cette persistance idéologique d’un déterminisme biologique permet, selon Catherine Vidal, d’expliquer les différences physiques et sociales entre les sexes et de comprendre l’implantation d’une construction du féminin éloignée de celle du masculin dans le monde du business dans le temps, à travers l’usage de l’humour notamment de la caricature, dans lequel les femmes sont dévalorisées publiquement à partir des années 30. L’image de la ménagère comme objet de vente au sein du marketing de genre actuel fait son apparition dès les années 50. En effet, la rareté de l’offre de la domesticité transforme le rôle des femmes bourgeoises et par la même occasion la cible du marketing des femmes nobles à la globalité du sexe féminin. Dès lors, on applique trois étiquettes au statut de femme, dont celles de l’épouse, de la mère de famille et de la gérante de maison domestique dès 1950. 
Bien qu’actuellement la non-binarité se développe au sein des publicités, telles que les poupées non-binaires de Mattel ou encore la dissolution du genre masculin de « Potato Head »[source insuffisante], l’implantation de la binarité des sexes reste visible au sein des méthodes de vente utilisées par la majorité des industries. Une opposition qui, selon Anne Fausto-Sterling, est insensée, puisque face aux produits genrés les personnes intersexuées – soit les personnes se considérant soit homme, soit femme, soit les deux, car « […] le dimorphisme n’existe même pas au niveau de la biologie fondamentale […] » (p.59) – peuvent se sentir rejetées socialement ou du moins jugées radicalement par la société.
En France, des mouvements de contestation contre le marketing genré ont émergé depuis les années 1970 pour dénoncer les dérives de ce type de stratégie et ont pris de l’ampleur dès 2015 avec l'introduction du terme « taxe rose » dans le débat public. Depuis, la mobilisation des consommateurs, des pouvoirs publics, des associations et des acteurs privés s'est intensifiée.
Une alternative proposée par l'American Marketing Association est l'adoption par les entreprises d'une stratégie marketing non-genrée qui irait au-delà de la binarité homme-femme tout en veillant à ne pas renforcer les stéréotypes de genre dans le déploiement de leur stratégie.

## Campagnes de sensibilisation
En 2006, la National Student Genderblind Campaign a été créé comme une organisation collaborative populaire destinée à former aux notions et implications de genre les étudiants des lycées, des administrateurs, et d'autres personnes à travers les États-Unis. Le NSGC plaide pour la mise en place de dortoir et de toilettes avec l'égalité des genres inclus en options.
Les sœurs jumelles Emma Moore et Abi Moore ont fondé un groupe de défense d'intérêts, Pinkstinks, à Londres en mai 2008 pour sensibiliser l'opinion aux dommages causés par les  stéréotypes de genre des enfants,. Pinkstinks affirme que la commercialisation des produits spécifiques aux genres chez les jeunes enfants encourage les filles à limiter leurs ambitions dans leur vie future,.